# Guglielmo di Chartres
Guglielmo di Chartres (Chartres, ... – ...; fl. XIII secolo) è stato un biografo francese parte della corte del re Luigi IX di Francia a partire dal 128 circa.
Nel 1249 accompagnò il re nella settima crociata, con il titolo di cappellano, condividendo con lui la prigionia a Damietta. Al suo ritorno, entrò nell'ordine domenicano, ma non abbandonò i suoi doveri a corte. Partecipò ancora all'ottava crociata assistendo Luigi IX nelle sue ultime ore a Tunisi.
Di carattere riservato, è nota agli storici per aver continuato la stesura della biografia reale intrapresa dal suo collega Goffredo di Beaulieu, morto nel 1274. Sebbene il suo testo sia una agiografia (termina con un elenco di miracoli), costituisce un primo documento per la comprensione della personalità interiore di Luigi.
Non si conosce con precisione né la sua data di nascita, né di morte, anche se è certo che nel 1282 non era più in vita, poiché non è nominato quando tutti i conoscenti del re vengono convocati per testimoniare nel processo di canonizzazione.